# Lallemandana carolinensis
Lallemandana carolinensis is een halfvleugelig insect uit de familie Aphrophoridae. De wetenschappelijke naam van deze soort is voor het eerst geldig gepubliceerd in 1950 door Metcalf.